# 鈍吻下口鯰
鈍吻下口鯰（学名：Hypostomus obtusirostris）為輻鰭魚綱鯰形目甲鯰科的其中一種，為熱帶淡水魚，分布於南美洲巴西東南部沿岸淡水流域，體長可達5.9公分，棲息在底層水域，生活習性不明。
其种加词“obtusirostris”意为“钝吻的”。